# Oro (Gott)
Oro ist eine Gottheit des polynesischen Pantheons. Die Verehrung von Oro war, obwohl nicht auf allen Inseln mit gleicher Intensität praktiziert, ein bedeutender Kult der Gesellschaftsinseln des 17. und 18. Jahrhunderts, insbesondere von Tahiti und Raiatea.
Auf Tahiti war Oro die Hauptgottheit und der Gott des Krieges. Die Geheimgesellschaft der Arioi war mit seinen Riten eng verknüpft. Auf den Marquesas trug er den Namen Mahui.

## Ursprung
Die Kolonisierung des Polynesischen Dreiecks erfolgte, ausgehend von der Lapita-Kultur, wahrscheinlich ab dem 12. Jahrhundert v. Chr. in mehreren Wellen nach Osten, in den Pazifischen Ozean hinein. Mit der Besiedlung der Inseln verbreiteten die Kolonisten auch ihre Religion. Im Laufe der Jahrhunderte dauernden Fortentwicklung der Stammesgesellschaften ergaben sich jedoch mehr oder weniger umfangreiche, lokale Änderungen und Anpassungen der Kulte auf den verschiedenen Inseln. Die Kulte der pazifischen Inseln bzw. Inselgruppen lassen zwar einen gemeinsamen Ursprung erkennen, können in den Details jedoch erheblich voneinander abweichen.
Auf den polynesischen Inseln, so auch auf den Gesellschaftsinseln, wurden vier Hauptgottheiten verehrt: Ta´aroa (ursprünglich der Gott des Meeres und der Fischerei), Tane (der Gott des Waldes und der Handwerkskunst), Tu (der alte Kriegsgott) und Ro´o (Gott der landwirtschaftlichen Produkte und des Wetters).

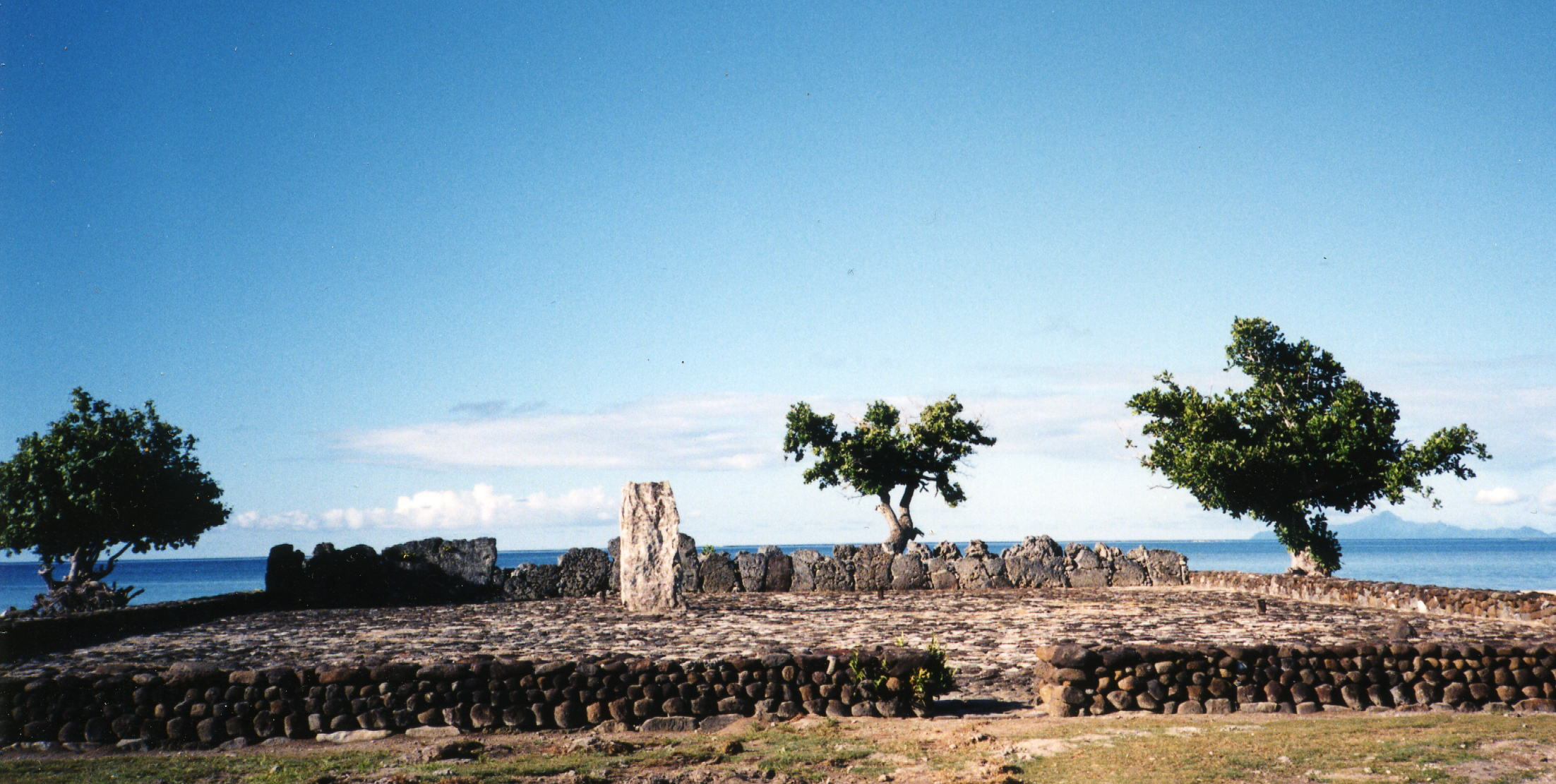
Marae Taputapuatea auf Raiatea

Auf der Insel Raiatea erhoben die Priester den Gott Ta´aroa vom Meeresgott – bei einem Seefahrervolk ohnehin schon eine bedeutende Funktion – zum Schöpfer der Welt. Dies könnte damit zusammenhängen, dass die Ariki, die Häuptlinge und Angehörigen der höchsten Adelsränge, ihre Abstammung direkt auf Ta´aroa zurückführten. Mit der Erhöhung ihres Gottes und Ahnherrn erhöhten sie sich gleichzeitig selbst. Eine konsequente Fortentwicklung dieses Kultes war die Verehrung von Oro, dem Sohn von Ta´aroa und Hina-tu-a-uta (Hina). Der Kult von Ta´aroa verbreitete sich auch auf einige der Cookinseln, auf den Tuamotu-Archipel und Mangareva. Die großen Archipele Neuseeland und Hawaii blieben von dieser Entwicklung unberührt, dort behielt Ta´aroa weiterhin seine ursprüngliche Stellung als Meeresgott. Folgerichtig hatte Oro auf anderen Inseln des Südpazifiks auch nicht die überragende Stellung wie auf Tahiti und Raiatea.
Der mythische Geburtsort von Oro ist der Marae Taputapuatea im Opoa-Tal auf der Insel Raiatea. Mit zunehmendem Einfluss dieser Kultstätte – man kann Taputapuatea als eine Art zentralen Wallfahrtsort Polynesiens bezeichnen – auf die religiöse und politische Macht erhöhte sich auch der Rang von Oro im Pantheon Polynesiens. Auf der Nachbarinsel Tahiti erlangte die Verehrung von Oro in der späten protohistorischen bzw. frühen historischen Periode verstärkt an Bedeutung, ein erster Schritt vom Polytheismus hin zum Monotheismus. Der Legende nach gründete eine weise Frau von Raiatea mit dem Beinamen »Die Tapfere« auf Tahiti eine Schule, um die Lehre von Oro auch auf der großen Nachbarinsel zu verbreiten.:22
Wesentlich gefördert wurde der Oro-Kult von dem einflussreichen Geheimbund der Arioi, der sowohl von religiöser als auch erheblicher machtpolitischer Bedeutung war. Zu ihm gehörten die höchsten Adels- und Priesterränge. Die Arioi führten die Gründung ihres Ordens unmittelbar auf Oro zurück.
Auf Tahiti war Oro der Gott des Krieges, der sich in Friedenszeiten als »Oro, der den Speer niederlegt«, zum Gott der schönen Künste wandelte.:24 Ihm wurden gewöhnlich Schweine, aber bei wichtigen Riten auch Menschen geopfert. James Cook war 1777 während seiner dritten Reise Zeuge eines solchen Menschenopfers. Der Gefangene wurde auf einer Plattform von Gehilfen festgehalten, während ein Priester ihm mit einer geweihten Keule den Schädel zertrümmerte.

## Legende
Der Legende nach wohnte Oro mit seinen Schwestern Teouri und Oaaoa auf den Berg Pahia auf der Insel Bora Bora. Er bat seine Schwestern um Unterstützung bei der Suche nach einer geeigneten Frau. Auf einem Regenbogen stieg Oro in Gestalt eines jungen Kriegers auf die Erde herab. Seine Suche auf verschiedenen Inseln war zunächst vergebens, was seine Schwestern traurig stimmte. Bei ihrer Rückkehr zu ihrem Wohnsitz auf dem Pahia erreichten die Schwestern das Dorf Vaitape auf Bora Bora. Dort sahen sie eine wunderschöne junge Frau mit Namen Vairaumati in einem Teich baden. Sie berichteten Oro von ihrer Begegnung und er beschloss, Vairaumati zu seiner Frau zu machen. Auch Vairaumati fand Gefallen an dem jungen, starken Krieger. Jeden Morgen stieg Oro zur Erde herab, um Vairaumati zu treffen und kehrte am Abend auf den Pahia zurück. Nach einiger Zeit gebar sie einen Sohn, der ein mächtiger Häuptling wurde. Oro fuhr in Form einer Flamme in den Himmel und erhob Vairaumati zur Göttin.
Das Regenbogenmotiv findet sich auch in der Mythologie von Hawaii, obwohl der Kult Oros eine späte Schöpfung ist, die lange nach der Besiedlung des Hawaii-Archipels, ausgehend von den Gesellschaftsinseln, anzusetzen ist. Auf Hawaii stieg der Gott Lono auf einem Regenbogen zur Erde hinab. Das Motiv der Vermählung einer menschlichen Frau mit einem vom Himmel herabsteigenden Gott ist ein Grundthema der polynesischen Mythologie, ist aber auch in zahlreichen anderen Mythen der Menschheit enthalten.

## Manifestationen

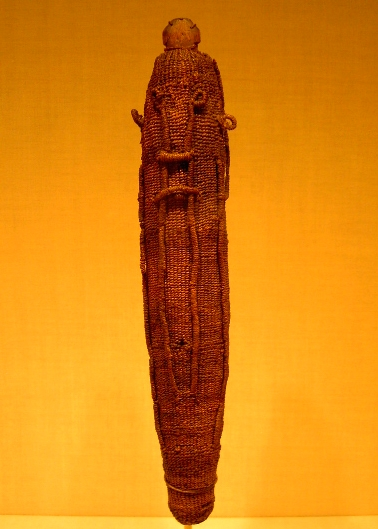
Tahiti: Abbild (To´o) des Gottes Oro

Die polynesischen Götter manifestierten sich auf zwei verschiedene Arten: als Ata und als To'o.
Ata, war ein vom Menschen ausgesuchtes Objekt aus der Natur, um die Inkarnation des Gottes zu symbolisieren. Bei Oro als
- Oro-i-te-maro-tea: (Oro vom gelben Gürtel), die Manifestation von Oro als hellgelbe Drossel.
- Oro-i-te-maro-ura: (Oro vom roten Gürtel) die Manifestation von Oro als rot-grüner A´a-Vogel.[6]

To´o war ein vom Menschen hergestellter Gegenstand, zum Beispiel eine Holz- oder Steinfigur, die eine Nachahmung des Erscheinungsbildes des Gottes darstellen sollte. Auf Tahiti war das für den Gott Oro ein mit Kokosfasern umwickeltes Abbild mit einer wie eine Keule geformten hölzernen „Seele“ in der Mitte. In die Wicklungen waren Zeichen des Gottes rote oder gelbe Federn eingebunden. Die To´o wurden auf den Zeremonialplattformen aufbewahrt und regelmäßig in einer komplizierten Zeremonie mit Tapa-Rindenbaststoff neu eingekleidet. Möglicherweise hing dieses Ritual mit dem Bestattungskult zusammen, bei dem der Leichnam mit Tapa umwickelt und ausgesetzt wurde.